# Billy Cook (Serienmörder)
William Edward „Billy“ Cook (* 23. Dezember 1928 in Joplin, Missouri; † 12. Dezember 1952 in San Quentin, Kalifornien) war ein US-amerikanischer Mörder, der als Anhalter sechs Menschen tötete und dafür hingerichtet wurde.

## Biografie und Straftaten
Billy Cook verlor im Alter von fünf Jahren seine Mutter, worauf sein Vater ihn und seine sieben Geschwister in einem verlassenen Minenschacht bei Joplin aussetzte. Die Kinder wurden dort jedoch aufgefunden und, mit Ausnahme von Billy, bei Pflegefamilien untergebracht. Mit Billy hatten die Behörden große Probleme, da ihn aufgrund seines Verhaltens und seines deformierten rechten Augenlides keine Pflegefamilie aufnehmen wollte. Den Großteil seiner Jugend verbrachte er in Erziehungsheimen und Strafanstalten, seine Vorstrafen umfassten unter anderem Diebstahl, Raub, Autodiebstahl und schwere Körperverletzung. Sein deformiertes Augenlid, das sich nie ganz schließen ließ, und der über vier Finger der linken Hand tätowierte Schriftzug „Hard Luck“ wurden Cooks bekannteste Erkennungsmerkmale.
1950 wurde er aus dem Gefängnis entlassen und reiste per Anhalter durch den Südwesten der USA, wobei er kurzzeitig als Abwäscher in Kalifornien arbeitete, der einzigen beruflichen Beschäftigung, der er je nachging. Im Dezember 1950 erwarb er einen kurzläufigen Revolver im Kaliber .32 und machte sich wieder per Anhalter auf den Weg durch Texas. Am 30. Dezember 1950 stieg er bei Lubbock als Anhalter in das Fahrzeug von Lee Archer und bedrohte ihn kurz darauf mit vorgehaltener Waffe. Nachdem er ihn ausgeraubt und in den Kofferraum gesperrt hatte, setzte er die Fahrt mit dem Wagen fort. Archer gelang es jedoch, sich aus dem Kofferraum zu befreien und zu flüchten, während Cook so lange weiterfuhr, bis der Tank leer war und er in Oklahoma am Highway zwischen Claremore und Tulsa anhalten musste.
Dort wurde er jedoch nach wenigen Minuten als Anhalter von der Familie Mosser aus Illinois mitgenommen, die sich auf dem Weg nach New Mexico befand. Im Fahrzeug befanden sich Carl Mosser (33), seine Ehefrau Thelma (29), deren drei Kinder Ronald (7), Gary (5) und Pamela (3) sowie deren Hund. Cook bedrohte die Familie ebenfalls mit vorgehaltener Waffe und zwang sie zu einer 72-stündigen Irrfahrt durch Oklahoma, Texas, New Mexico und Arkansas, ehe er sie in seine Geburtsstadt Joplin dirigierte. Dort erschoss er die fünfköpfige Familie sowie den Hund und warf die Leichen in einen Minenschacht. Das Fahrzeug der Familie wurde zwei Tage später in Oklahoma, unweit der Stelle, wo sie Cook mitgenommen hatten, aufgefunden. Darin befand sich auch noch die Rechnung vom Revolverkauf, weshalb die Polizei nun wusste, wen sie zu suchen hatte.
Bei Blythe, Kalifornien, nahm Cook einen Hilfssheriff als Geisel und zwang diesen, mit ihm durch die Gegend zu fahren, wobei er dem Beamten auch von dem Mord an der Familie Mosser erzählte. Nach rund 40 Meilen zwang er den Hilfssheriff, sich mit dem Gesicht nach unten in einen Graben zu legen und drohte nun, ihn zu erschießen, ließ jedoch davon ab und fuhr stattdessen mit dem Streifenwagen weiter. Nach einiger Zeit stieg er wieder als Anhalter in einen Wagen, der von Robert Dewey aus Seattle gelenkt wurde. Diesen ermordete er durch einen Kopfschuss, nachdem sie nach einem Handgemenge von der Straße abgekommen und auf einem Feld liegengeblieben waren.
Die letzten Personen, zu denen er ins Auto stieg, waren zwei Männer auf dem Weg zu einem Jagdausflug. Er zwang diese, mit ihm nach Santa Rosalía in Mexiko zu fahren, wo er seinen Weg zu Fuß fortsetzte. Er wurde dort jedoch von einem örtlichen Polizisten erkannt und sofort verhaftet, womit sein 22-tägiger Amoklauf beendet war. Cook wurde an das FBI ausgeliefert und in Kalifornien zum Tode verurteilt. In der Haft sagte er: „Ich hasse jeden Menschen abgrundtief, und jeder hasst mich.“ Am 12. Dezember 1952 wurde er in der Gaskammer des Staatsgefängnis San Quentin hingerichtet.

## Trivia
1953 erschien der Film The Hitch-Hiker, der auf den Verbrechen von Billy Cook basiert. Er war weitgehend originalgetreu bis hin zu dem deformierten Augenlid des Mörders. Der Film konzentriert sich dabei besonders auf die Entführung der beiden Jäger, mit denen er nach Mexiko fuhr.
Das Lied Riders on the Storm der US-amerikanischen Rockband The Doors ist teils von Billy Cook inspiriert.
Ein eingehendes Porträt von Billy Cook, seinen Verbrechen und Ausführungen erschienen 2005 im Buch LA John Gilmore’s Despair: A Landscape of Crimes & Bad Times.